# Брутто-премия
Брутто-премия (англ. gross premium) — полная сумма страхового взноса (страховой премии), которую уплачивает страхователь страховщику в соответствии с договором страхования.

## Расчет брутто-премии
Брутто-премия рассчитывается на основе брутто-ставки страхового тарифа. Брутто-ставка состоит из нетто-ставки и нагрузки к нетто-ставке.

### Нетто-ставка
Нетто-ставка предназначена для формирования страхового фонда в его основной части, которая предназначена для страховых выплат в форме страхового возмещения и страхового обеспечения. Рассчитывается нетто-ставка исходя из вероятности нанесения страхователям ущерба. Если условиями договора страхования предусматривается несколько видов страховой ответственности, то совокупная нетто-ставка может состоять из суммы нескольких, частных нетто-ставок.

### Нагрузка
Нагрузка к нетто-ставке составляет, как правило, меньшую часть брутто-ставки (тем не менее на практике встречаются ситуации, когда - для отдельных видов договоров страхования и у отдельных страховых компаний - нагрузка приближается к 90%). Нагрузка к нетто-ставке включает три различных по назначению вида расходов, связанных со страховой деятельностью: административно-управленческие расходы, которые принято называть расходами на ведение дела; отчисления на предупредительные (превентивные) мероприятия; а также прибыль страховой компании.
Расходы на ведение дела представляют собой (по аналогии с производственной деятельностью) себестоимость страховых операций и включают следующие расходы:
- аквизиционные расходы, связанные с заключением и перезаключением (пролонгацией) договоров страхования, в том числе:
  - вознаграждение страховым брокерам и агентам (как правило - в виде страховой комиссии);
  - расходы на содержание собственных колл-центров или оплата привлекаемых;
  - оплата труда штатных и внештатных сотрудников страховой компании, занятых оформлением договоров страхования;
  - расходы на рекламу и маркетинг;
- оплату труда работников страховой организации;
- аренду помещения;
- плату за электроэнергию, отопление, водоснабжение, почтово-телеграфные, телефонные расходы;
- командировочные расходы;
- другие расходы компании, связанные с выполнением ею своей деятельности.

### Расчет нетто-ставки
Наиважнейшее значение для правильности расчета страхового тарифа имеет обоснованность нетто-ставки. Именно её правильное определение является гарантией обеспечения финансовой устойчивости страховщика. Вместе с тем расчет нетто-ставки является самым сложным моментом при определении страхового тарифа.
Вероятность наступления страхового события определяется апостериори, то есть исходя из прошлого опыта. В классической теории нетто-ставка, исчисляемая в процентах, является вероятностью наступления страхового события. Например, если из ста объектов с одинаковой стоимостью, принятых на страхование, в среднем за период страхования гибнет один объект, то вероятность наступления такого события или, соответственно, вероятность убытков равна одному проценту. Следовательно, для того, чтобы сформировать страховой фонд, предназначенный для возмещения убытков, страховая компания должна установить нетто-ставку страхового тарифа на уровне одного процента от страховой суммы. Соотношение между суммой страхового возмещения, выплаченного за определенный период, и совокупной страховой суммой всех застрахованных объектов называется показателем убыточности страховой суммы. Именно этот показатель и лежит в основе расчета нетто-ставки по так называемым рисковым видам страхования, то есть видам страхования, не относящимся к долгосрочному страхованию жизни.
Рассчитав по данным наблюдений средний показатель убыточности страховой суммы за ряд лет, страховая компания затем с помощью методов математической статистики оценивает устойчивость этого показателя. Если динамический ряд достаточно устойчив, то за основу расчета нетто-ставки берется средний показатель убыточности страховой суммы, к которому добавляется рисковая надбавка, равная как минимум среднему квадратическому отклонению. При таком определении значения нетто-ставки можно с вероятностью 84 % утверждать, что показатель убыточности страховой суммы не превысит этого расчетного значения. Если к среднему показателю убыточности страховой суммы прибавить двойное значение среднего квадратического отклонения, то вероятность того, что показатель убыточности страховой суммы не превысит этого значения, возрастает до 98 %.

### Окончательное формирование страхового тарифа
Определив таким образом значение нетто-ставки, к ней прибавляют нагрузку и определяют размер страхового тарифа. Определение страхового тарифа производится на основе специальных математических расчетов, которые получили название актуарных расчетов.